# 蓮田市
蓮田市（はすだし）は、埼玉県の東部に位置する市。
人口は約6万2千人。旧南埼玉郡。1972年（昭和47年）市制施行。
かつては「蓮」の字は二点之繞の表記を用いていたが、2011年に一般的な“一点之繞”の表記に改めた（後述）。

## 地理

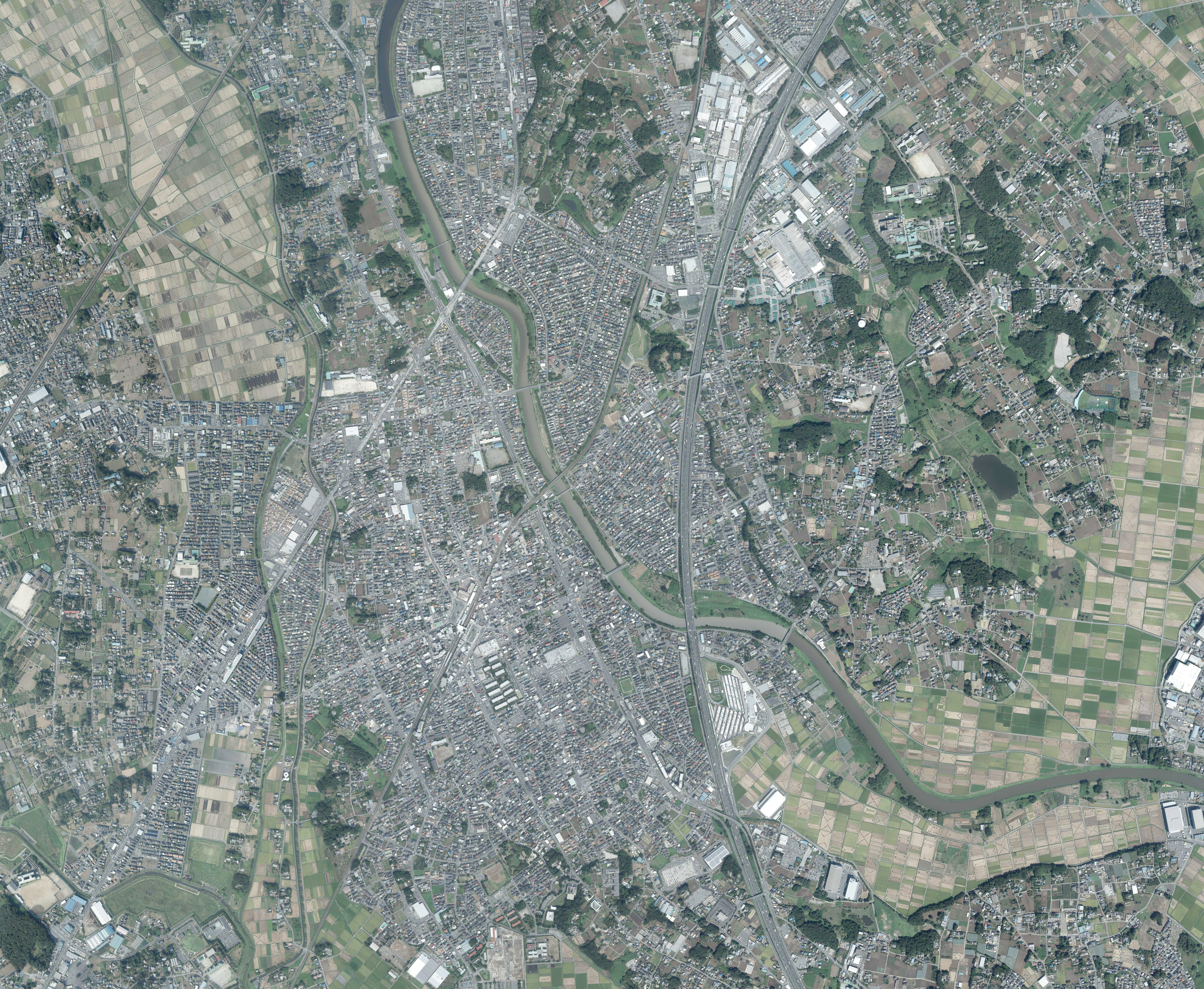
蓮田市中心部周辺の空中写真。2019年9月10日撮影の24枚を合成作成。。

埼玉県の東央部に位置し、東南部をさいたま市と接する。大宮台地（北足立台地）の一部である市内中央の蓮田台地と東部の白岡（黒浜）台地、その間を流れる元荒川および西から南の境を流れる綾瀬川周辺の低地からなる。JR東北本線（宇都宮線）および東北自動車道が市内を縦断する。高度経済成長期以降にかつて水田・森林等であった元荒川周辺の低地を中心に宅地造成が行われ首都圏のベッドタウンとなっているが、市内北西部や東部には田園や自然が多く残されている。主な工場は蓮田サービスエリア（下り線）施設付近に集中している。
市内を国道122号と埼玉県道3号さいたま栗橋線が縦断、市内の関山・閏戸にて交差する。埼玉県道3号さいたま栗橋線と交差する国道122号蓮田岩槻バイパスは、計画決定から38年を経て2006年（平成18年）6月11日に開通した。
河川
- 元荒川
- 綾瀬川
- 見沼代用水 - 見沼代用水は白岡市との境の柴山伏越で元荒川と、上尾市との境の瓦葺伏越で綾瀬川とそれぞれ交差する。
- 野通川
- 星川
- 赤堀川 - 市の北西部でわずかに掠める。
- 新堀排水路 - 黒浜沼から隼人堀川に至る排水河川。

湖沼
- 黒浜沼（上沼・下沼の二つの沼から成る）
- 山ノ神沼
- 西城沼
- 東城沼

## 歴史

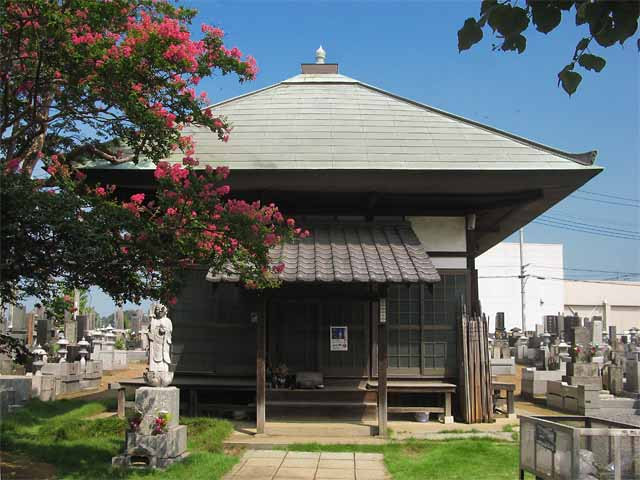
蓮田の地名発祥由来の地である蓮華院弥陀堂。

約3万年前から人が住んでいたといわれており、市内には多くの貝塚・住居跡等の遺跡が残されている。また、市内の高台を中心に中世の武士城館跡が残るなど人々の暮らしの跡がみられる。江戸時代においては、市内域はほぼ岩槻藩領であり（時期や場所により一部天領・旗本領等あり）、荒川の付け替えにより元荒川の水量が減少したことや見沼代用水の開通に伴い新田の開発が盛んに行われた。明治時代に入り、鉄道が開通し蓮田駅が開業したことにより、同駅を中心に市街地が形成されていった。
- 1869年（明治2年）1月28日（旧暦） - 武蔵知県事・宮原忠治の管轄区域をもって大宮県が発足（県庁は日本橋馬喰町）。ほか旧市域では岩槻県・忍県・六浦県・小菅県に属した村もあった。
- 1869年（明治2年）9月29日（旧暦） - 県庁が浦和に移転し、大宮県から浦和県に改称。
- 1871年（明治4年）11月14日（旧暦） - 浦和県・忍県・岩槻県の3県が合併して埼玉県が誕生。
- 1872年（明治5年） - 大区小区制施行により、第18区 - 20区に所属する[5]。
- 1872年（明治7年） - 江戸初期からの上蓮田村と下蓮田村が合併し蓮田村が成立する[5][6][7][8]。
- 1885年（明治18年）7月16日 - 日本鉄道（後の東北本線）蓮田駅が開業。
- 1879年（明治12年） - 郡区町村編制法施行に伴い、南埼玉郡に所属する。
- 1889年（明治22年）4月1日 - 蓮田村・貝塚村・閏戸村が合併し、南埼玉郡綾瀬村（あやせむら）となる。蓮田村は大字蓮田となる。村役場を大字閏戸に設置[9]。村名は綾瀬川に因む。
- 1920年（大正9年） - 綾瀬村大字蓮田と河合村大字川島の間の境界変更を実施する[9]。
- 1924年（大正13年）10月19日 - 武州鉄道蓮田駅 - 岩槻駅間が開業する。
- 1934年（昭和9年）10月1日 - 綾瀬村が町制施行と同時に名称変更、蓮田町となる[10]。町役場は大字閏戸。
- 1938年（昭和13年）9月3日 - 武州鉄道が経営難を理由に廃止される。
- 1947年（昭和24年） - 平野村との境界変更を実施する[8]。
- 1954年（昭和29年）5月3日 - 南埼玉郡蓮田町・黒浜村・平野村が合併し、蓮田町となる[10]。町役場を大字蓮田に設置（1964年に住居表示が実施され、関山三丁目7番1号[5]となる）[8]。
- 1954年（昭和29年）9月 - 伊奈村大字小室の一部が編入される。
- 1955年（昭和30年） - 蓮田町大字根金の一部を白岡町へ編入。また、白岡町大字荒井新田の一部を蓮田町に編入、翌年に大字根金に併合する[8]。
- 1956年（昭和31年）1月1日 - 岩槻市の一部（川島および馬込の一部）を編入する[10]。
- 1966年（昭和41年） - 岩槻市との境界変更を実施する[8]。
- 1972年（昭和47年）10月1日 - 市制施行により、蓮田市となる[5][10]。
- 1987年（昭和62年）11月 - 現在の市役所庁舎（黒浜）が竣工、翌年1月に開庁[11]。
- 1988年（昭和63年）3月31日 - 防災行政無線運用開始。
- 1990年（平成2年）3月10日 - 地内を通る東北本線に「宇都宮線」の愛称を設定、使用開始される。
- 1994年（平成6年）11月20日 - 蓮田市総合市民体育館「パルシー」がオープン。
- 2011年（平成23年）1月4日 - 仕事始めに合わせ、条例改正により、市名の「蓮」が、しんにょうの点が2つの表記からしんにょうの点が1つの表記へ変更される[2][3]。コスト低減の観点から、市の公共施設の看板等の漢字変更は、老朽化もしくは破損した際に順次実施される[注釈 1]。
- 2011年（平成23年）4月1日 - 防災行政無線放送等変更。
- 2017年（平成29年）10月15日 - 蓮田市総合文化会館「ハストピア」がオープン。
- 2020年（令和2年）10月 - 蓮田駅西口再開発ビル「プレックス蓮田」が完成[12]。

## 人口
総人口は1999年の6万5千人をピークに都心回帰の影響で減少傾向にある。
| |                                        |  |
| 蓮田市と全国の年齢別人口分布（2005年） | 蓮田市の年齢・男女別人口分布（2005年） |  |
| ■紫色 ― 蓮田市 ■緑色 ― 日本全国 | ■青色 ― 男性 ■赤色 ― 女性              |  |
| 蓮田市（に相当する地域）の人口の推移 \| 1970年（昭和45年） \| 31,935人 \| \| \| 1975年（昭和50年） \| 39,043人 \| \| \| 1980年（昭和55年） \| 45,594人 \| \| \| 1985年（昭和60年） \| 53,991人 \| \| \| 1990年（平成2年） \| 59,706人 \| \| \| 1995年（平成7年） \| 63,920人 \| \| \| 2000年（平成12年） \| 64,386人 \| \| \| 2005年（平成17年） \| 63,474人 \| \| \| 2010年（平成22年） \| 63,315人 \| \| \| 2015年（平成27年） \| 62,380人 \| \| \| 2020年（令和2年） \| 61,499人 \| \| |                                        |  |
| 総務省統計局 国勢調査より |                                        |  |
| 1970年（昭和45年） | 31,935人                               |  |
| 1975年（昭和50年） | 39,043人                               |  |
| 1980年（昭和55年） | 45,594人                               |  |
| 1985年（昭和60年） | 53,991人                               |  |
| 1990年（平成2年） | 59,706人                               |  |
| 1995年（平成7年） | 63,920人                               |  |
| 2000年（平成12年） | 64,386人                               |  |
| 2005年（平成17年） | 63,474人                               |  |
| 2010年（平成22年） | 63,315人                               |  |
| 2015年（平成27年） | 62,380人                               |  |
| 2020年（令和2年） | 61,499人                               |  |

## 隣接している自治体・行政区
- さいたま市（見沼区、岩槻区）
- 桶川市
- 上尾市
- 久喜市
- 白岡市
- 北足立郡伊奈町

## 行政
- 市長：山口京子（2022年5月31日就任、1期目）[13]

### 歴代市長
| 代    | 氏名       | 就任日        | 退任日        |
| ----- | ---------- | ------------- | ------------- |
| 1-2   | 中野金作   | 1954年5月31日 | 1962年5月30日 |
| 3-4   | 斎藤倉之進 | 1962年5月31日 | 1970年5月30日 |
| 5-7   | 吉田周治   | 1970年5月31日 | 1982年5月30日 |
| 8-9   | 小山道夫   | 1982年5月31日 | 1990年5月30日 |
| 10-11 | 石川勝夫   | 1990年5月31日 | 1998年5月30日 |
| 12-13 | 樋口曉子   | 1998年5月31日 | 2006年5月30日 |
| 14-17 | 中野和信   | 2006年5月31日 | 2022年5月30日 |
| 18    | 山口京子   | 2022年5月31日 |               |

### 広域行政
一部事務組合
- 蓮田白岡衛生組合 - 蓮田市、白岡市　ごみ・し尿等の処理
- 埼葛斎場組合 - 所在地が春日部市。春日部市・蓮田市・白岡市・北葛飾郡杉戸町で火葬場・葬祭場を運営。春日部市が施設を管理している。

協議会
- 埼玉県東部中央都市連絡協議会 - 3市2町（春日部市・蓮田市・白岡市・南埼玉郡宮代町・北葛飾郡杉戸町）で構成し、図書館などの公共施設の相互利用や災害時の相互援助や避難場所の相互利用について防災協定を締結している。
- 田園都市づくり協議会 - 4市2町（久喜市・蓮田市・幸手市・白岡市・南埼玉郡宮代町・北葛飾郡杉戸町）で構成している。
- 埼玉利根保健医療圏医療連携推進協議会（とねっと） - （利根保健医療圏（行田市・加須市・羽生市・久喜市・蓮田市・幸手市・白岡市・宮代町・杉戸町）内の医師会・自治体、「地域医療再生計画」への提案を行った実施事業者、埼玉県加須保健所・埼玉県幸手保健所で構成し、複数医療施設にまたがる医療情報を共有化して、住民（患者）を中心とした一貫性のある医療サービスを提供している。

公共施設などの相互利用
- さいたま市、北足立郡伊奈町と図書館の相互利用が可能となっている。

### 市町村合併
蓮田市は南埼玉郡白岡町（現・白岡市）・南埼玉郡菖蒲町との合併を目指し、新市名を「彩野市（あやのし）」とする予定であったが、2005年（平成17年）2月2日の住民投票において蓮田市と南埼玉郡菖蒲町で反対が過半数を占めたことにより合併は白紙撤回された。
その後、南埼玉郡白岡町は久喜市・北葛飾郡栗橋町・北葛飾郡鷲宮町・南埼玉郡菖蒲町との合併協議に参加するが、2007年（平成19年）12月6日に離脱した。蓮田市は新合併特例法の期限である2010年（平成22年）3月31日までに、南埼玉郡白岡町との合併を目指すことを決め合併協議会を設置し、2008年（平成20年）9月25日に新市名を「白岡蓮田市」とすることを決め、新市の事務所は当面は蓮田市役所とすることとした。また、同年10月22日に合併期日は2010年（平成22年）3月22日と決定した。しかし、2009年（平成21年）5月に、南埼玉郡白岡町の町民意向調査結果で、合併に反対・慎重の意見が約7割を占めた。そのため、白岡町が合併協議会から離脱し、事実上の白紙撤回となった。

## 議会

### 市議会
- 定数：20人
- 任期：2019年5月3日 - 2023年5月2日[14]
- 議長：齋藤昌司（無会派）
- 副議長：高橋健一郎（無会派）

| 会派名       | 議席数 | 議員名（◎は代表）                                 |
| ------------ | ------ | ------------------------------------------------- |
| はすだ政和会 | 5      | ◎中野政廣、近藤純枝、関根香織、山田慎太郎、豊嶋遥 |
| 日本共産党   | 3      | ◎栗原勇、榎本菜保、深田康孝                       |
| 新風会       | 3      | ◎本橋稔、木佐木照男、中里幸一                     |
| 公明党       | 2      | ◎鈴木貴美子、山田孝夫                             |
| 無会派       | 5      | 齋藤昌司、高橋健一郎、勝浦敦、秦邦雄、齋藤齊      |
| 欠員         | 2      |                                                   |
| 計           | 20     |                                                   |

### 埼玉県議会
2023年埼玉県議会議員選挙
- 選挙区：東第5区
- 定数：1人
- 任期：2023年4月30日 - 2027年4月29日
- 投票日：2023年4月9日
- 当日有権者数：51,763人
- 投票率：37.55％

| 候補者名 | 当落 | 年齢 | 所属党派   | 新旧別 | 得票数      |
| -------- | ---- | ---- | ---------- | ------ | ----------- |
| 森伊久磨 | 当   | 52   | 無所属     | 新     | 6,893票     |
| 石川誠司 | 落   | 57   | 自由民主党 | 現     | 6,868.816票 |
| 福田聖次 | 落   | 71   | 無所属     | 新     | 5,324.183票 |

2022年埼玉県議会議員補欠選挙
- 選挙区：東第5区
- 定数：1人
- 任期：2022年5月16日 - 2023年4月29日
- 投票日：2022年5月15日
- 当日有権者数：52,041人
- 投票率：45.26％

| 候補者名   | 当落 | 年齢 | 所属党派   | 新旧別 | 得票数  |
| ---------- | ---- | ---- | ---------- | ------ | ------- |
| 石川誠司   | 当   | 56   | 自由民主党 | 新     | 8,786票 |
| 森伊久磨   | 落   | 51   | 無所属     | 新     | 7,268票 |
| 湯谷百合子 | 落   | 68   | 無所属     | 新     | 6,754票 |

2019年埼玉県議会議員選挙
- 選挙区：東第5区
- 定数：1人
- 任期：2019年4月30日 - 2023年4月29日
- 投票日：2019年4月7日
- 当日有権者数：52,051人
- 投票率：37.93％

| 候補者名 | 当落 | 年齢 | 所属党派   | 新旧別 | 得票数   |
| -------- | ---- | ---- | ---------- | ------ | -------- |
| 山口京子 | 当   | 62   | 無所属     | 新     | 11,942票 |
| 石井平夫 | 落   | 71   | 自由民主党 | 現     | 7,479票  |

### 衆議院
- 選挙区：埼玉13区（春日部市の一部、越谷市の一部、久喜市の一部、蓮田市、白岡市、南埼玉郡）
- 任期：2021年10月31日 - 2025年10月30日
- 当日有権者数：258,730人
- 投票率：58.53％

| 当落 | 候補者名 | 年齢 | 所属党派   | 新旧別 | 得票数    | 重複 |
| ---- | -------- | ---- | ---------- | ------ | --------- | ---- |
| 当   | 土屋品子 | 69   | 自由民主党 | 前     | 101,149票 | ○    |
|      | 三角創太 | 33   | 立憲民主党 | 新     | 86,923票  | ○    |
|      | 赤岸雅治 | 60   | 日本共産党 | 新     | 16,622票  |      |

## 姉妹都市・提携都市
- 下伊那郡松川町（長野県）
  - 2016年10月29日 友好姉妹都市提携

## 経済

### 産品
- 梨（幸水、豊水、新高、長十郎）

### 蓮田市の主な工場
- 積水化学
- 東光高岳
- エルビー
- 神亀酒造
- 清龍酒造

### 蓮田市の主な商業施設
- 蓮田マイン（東武ストア）
  - ノジマ蓮田店（旧ヤマダ電機テックランド蓮田店）
- MEGAドン・キホーテ蓮田店（旧ラパーク蓮田）

### 金融機関
- 埼玉りそな銀行蓮田支店
- 東和銀行蓮田支店
- 武蔵野銀行蓮田支店
- 埼玉縣信用金庫蓮田支店
- 南彩農業協同組合
  - 中部営農経済センター(旧黒浜支店)
  - 蓮田支店
  - 平野支店

## 地域

### 健康
2016年1月時点での平均年齢は47.4歳（男性：46.3歳、女性：48.5歳）で、埼玉県63市町村の中では若い順で44位である。高齢化率は29.7％であり、埼玉県の市の中で秩父市に次ぎ2番目に高い。

### 教育
幼稚園
- 大山幼稚園
- 黒浜幼稚園
- 白百合幼稚園
- 新宿幼稚園
- 蓮田幼稚園

保育所
- 蓮田市立中央保育園
- 蓮田市立閏戸保育園
- 蓮田市立黒浜保育園
- 蓮田市立蓮田南保育園
- 蓮田市立東保育園
- 蓮田市立蓮田ねがやど保育園
- 蓮田市立蓮田みぬま保育園

小学校
- 蓮田市立黒浜北小学校
- 蓮田市立黒浜小学校
- 蓮田市立黒浜西小学校
- 蓮田市立黒浜南小学校
- 蓮田市立蓮田北小学校
- 蓮田市立蓮田中央小学校
- 蓮田市立蓮田南小学校
- 蓮田市立平野小学校

中学校
- 蓮田市立黒浜中学校
- 蓮田市立黒浜西中学校
- 蓮田市立蓮田中学校
- 蓮田市立蓮田南中学校
- 蓮田市立平野中学校

高等学校
- 埼玉県立蓮田松韻高等学校

養護学校
- 埼玉県立蓮田特別支援学校

かつて存在した学校
- 埼玉県立蓮田高等学校
- 国立病院機構東埼玉病院附属看護学校

### 警察・消防
警察
- 岩槻警察署（さいたま市岩槻区）の管轄
  - 蓮田交番
  - 黒浜西交番
  - 平野駐在所

消防
- 蓮田市消防本部 - 蓮田消防署、南分署
- 蓮田市消防団

### 公共施設
- 蓮田駅西口行政センター(プレックス蓮田内)
- 平野連絡所（農業者トレーニングセンター内）
- 中央公民館
- コミュニティセンター
- 農業者トレーニングセンター
- 勤労青少年ホーム（フレンドリーホーム）
- 蓮田市図書館
- 環境学習館
- 西新宿会館
- 総合市民体育館（パルシー）
- 黒浜公園
- 中道公園
- 農業者運動広場
- 文化財展示館
- 保健センター
- 西口再開発事務所
- 老人福祉センター
- はなみずき作業所
- はすの実作業所
- シルバー人材センター
- ふれあい福祉センター（社会福祉協議会）
- 総合文化会館（ハストピア）

### 電話番号
市外局番は市内全域「048」。市内局番が「6XX」「7XX」「8XX」の地域との通話は、市内通話料金で利用可能（浦和MA）。収容局は蓮田局、埼玉平野局。「7xx」から始まる市内局番は蓮田市と同じNTT東日本岩槻営業所（旧電報電話局）管内に属するさいたま市岩槻区のほか、上尾市、桶川市、北足立郡伊奈町、春日部市で使用されている。

### 郵政
郵便番号は、市内全域が「349-01xx」である。
- 蓮田郵便局 - 蓮田市全域の集配を担当
  - 蓮田駅東口郵便局
  - 蓮田西新宿郵便局
  - 蓮田閏戸郵便局
  - 蓮田黒浜郵便局
  - 蓮田椿山郵便局

## 交通

### 鉄道路線
東日本旅客鉄道（JR東日本）
 宇都宮線（東北本線）・■上野東京ライン・ 湘南新宿ライン
- - 蓮田駅 -

- 埼玉高速鉄道が浦和美園駅 - 岩槻駅 - 蓮田駅間で延伸を計画している。

### バス
- 朝日自動車（朝日バス）
- 丸建つばさ交通（けんちゃんバス）

### タクシー
タクシーの営業区域は県南東部交通圏で、春日部市・草加市・越谷市・久喜市・八潮市などと同じエリアとなっている。

### 道路
高速道路
- 東北自動車道
  - 蓮田SA

東北道は通るものの、市内にETC非搭載車が利用可能なインターチェンジはないため、利用時は久喜インターチェンジや、岩槻インターチェンジから利用することとなる。2012年2月4日に、蓮田SA内にスマートインターチェンジが設置された。また、2019年7月29日に、蓮田SAの上り線が黒浜から川島に移転した。2022年4月24日に、上り線のスマートインターチェンジが黒浜から川島に移転した。

一般国道
- 国道122号
- 国道122号バイパス（蓮田岩槻バイパス）

県道
- 主要地方道
  - 埼玉県道3号さいたま栗橋線
  - 埼玉県道5号さいたま菖蒲線
  - 埼玉県道77号行田蓮田線
  - 埼玉県道87号上尾久喜線
- 一般県道
  - 埼玉県道145号白岡停車場南新宿線
  - 埼玉県道150号上尾蓮田線
  - 埼玉県道154号蓮田杉戸線
  - 埼玉県道162号蓮田白岡久喜線
  - 埼玉県道311号蓮田鴻巣線
  - 埼玉県道322号東門前蓮田線

## 名所・旧跡・観光スポット・祭事・催事
- 芥川龍之介自撰自筆の碑
- 西城沼公園
- はすだ市民まつり（8月下旬）
- さくらまつり（4月上旬）
- コスモスまつり
- 雅楽谷の森フェスティバル
- 江ヶ崎城跡 - 県指定史跡、現在は石碑のみ
- 閏戸の式三番（埼玉県指定無形民俗文化財）
- 関山貝塚・黒浜貝塚 - それぞれ縄文時代前期の土器型式である関山式および黒浜式の標式遺跡として知られており、黒浜貝塚は国の史跡に指定されている。
- 蓮田市文化財展示館 - 黒浜式土器・関山式土器等を展示
- 武州鉄道 - 北足立郡神根村石神（現在の川口市石神）の神根駅から蓮田駅まで通っていた鉄道。
- 2007年まで開催されていた行政主体の蓮田シティマラソンが中止され久しかったが、自治体からの補助金を受けない市民団体主催の蓮田マラソンが2012年より開催（例年11月に開催されている）されるようになった。
- 妙楽寺 - 実話を基にした映画「あの日のオルガン」の舞台となった寺。

## 関係する人物
- 出身人物
  - 天野篤（外科医・順天堂大学医学部心臓血管外科教授・順天堂大学医学部附属順天堂医院院長・医学博士）
  - 飯野喜四郎
  - 榎本忠儀（中央大学名誉教授、理学博士、IEEE終身フェロー） - 蓮田南小・蓮中卒業、本籍は1985年まで当市、横浜市に在住。
  - 髙藤直寿（柔道家）
  - 田中琢磨  （元俳優）
  - 谷口紗耶香（女性ファッションモデル）
  - 鯰田太陽（サッカー選手）
  - 濱田のり子（女優）
  - 和田琢磨（歌手）
  - にゃんたぶぅ（はすだ広報大使）
  - YURiKA（アニソンシンガー）
  - 鬼ヶ島 おおかわら（お笑いタレント）
- ゆかりのある人物
  - 深川仁志（NHKアナウンサー） - 東京都生まれだが、小学校高学年以降大学卒業まで当市で過ごす。
  - 笛木優子（女優）
  - ライオネス飛鳥（プロレスラー） - 東京都生まれだが、育ったのは当市。
  - 小牧昌平（イラン研究者）
  - 小向美奈子（女優） - 東京都生まれだが、15歳まで当市で過ごす。